# ويليم كلاين
ويليم كلاين (بالهولندية: Willem Klein)‏ هو رياضياتي هولندي، ولد في 4 ديسمبر 1912 في أمستردام في هولندا، وتوفي بنفس المكان في 1 أغسطس 1986.